# Верхньодвінськ
Верхньодві́нськ (біл. Верхнядзвінск) — місто в Вітебській області Білорусі. Адміністративний центр Верхньодвінського району. Верхньодвінськ розташований в гирлі річки Дриса, у місці, де вона впадає до Західної Двіни.
Населення міста становить 7,7 тис. осіб (2006, 7,9 тис. в 2004, 1,3 тис. в 1797).

## Історія
Вперше місто згадується в літописах 1386 року як Дрисса, коли князь Андрій Полоцький захопив Дриську фортецю. В середні віки (Дрись, Дриза) входило до складу Полоцького князівства, Великого Князівства Литовського, Речі Посполитої. В XVI столітті місто стало значним торговельним центром, королівським володінням, 1547 року була створена митниця. 1563 року, у часи Лівонської війни, Жигімонтом Августом була відновлена фортеця. Того ж року вона була зруйнована московськими військами. 1583 року місто звільнене Стефаном Баторієм.
В 1772-76 роках перебував в складі Полоцької провінції Псковської губернії Росії, потім в 1776-78 роках — як центр Дриссенського повіту Полоцької губернії, в 1778-96 роках — Полоцького намісництва, в 1796-1802 роках — Білоруської губернії, з 1802 року — Вітебської губернії. 27 вересня 1781 року був затверджений герб.
У війну 1812 року тут розташовувався укріплений табір російських військ. Жителі міста брали активну участь в повстанні 1863—1864 років. 1866 року була збудована залізниця й місто стало центром вивозу льону. В 1918 році місто перейшло до РРФСР. З 1924 року — районний центр Вітебської області БРСР. 1925 року надано статус смт, а 27 вересня 1938 року — місто. З липня 1941 по липень 1944 років Верхньодвінськ перебував під окупацією німців. 25 грудня 1962 року місто Дрисса перейменовано на Верхньодвінськ.

## Економіка
В місті працюють підприємства харчової, легкої, деревообробної та будівельних матеріалів промисловостей. Є готель. Здавна Верхньодвінськ був центром традиційного ткацького мистецтва.

## Видатні місця
- Костел Різдва Діви Марії (сер. XIX ст.)
- Церква Святого Миколая (1819)
- Обеліск воїнам франко-російської війни 1812 року (1912)
- Найвищий у Білорусі міст (через Західну Двіну)

## Відомі особи
- Троян Надія Вікторівна — Герой Радянського Союзу